# Cerro de Pastoreo
Cerro de Pastoreo é uma localidade uruguaia do departamento de Tacuarembó, na zona noroeste do departamento.

## População
Segundo o censo de 2011 a localidade contava com uma população de 24 habitantes.
| Variação demográfica do município entre 2004 e 2011 |
|                                                     |

## Autoridades
A localidade é subordinada diretamente ao departamento de Tacuarembó, não sendo parte de nenhum município tacuaremboense.

## Transporte
A localidade possui a seguinte rodovia:
- Acesso a Ruta 31. [5][6][7]